# 日本國鐵123型電聯車
日本國鐵123型電聯車是日本国铁（JNR）于1986年啟用的單車編組電聯車，後來由東日本旅客鐵道（JR東日本）、東海旅客鐵道（JR東海）和西日本旅客鐵道（JR西日本）繼續使用。 

## 概述
在鐵路行包業務下降後，原來的行包電車被逐步改造為旅客電車。123型電聯車是在1986年由クモニ 143（KuMoNi 143） 型行包電車改造而來。123-40型與後來的123-5000型，是由クモユニ 147（KuMoYuNi 147） 型郵政電車改造而來。123-600型則是由クモヤ 143（KuMoYa 143）型牽引車改造而來。

日本國鐵的新性能列車基本編組為兩輛車。但123型可單獨行駛，兩端都有駕駛室，適合行駛低運量路線，而且還能依照需要改以多輛車編組。至2017年4月，也有與105型電聯車併結運轉的列車。

## 運用
截至 2012 年 4 月 1 日，JR東日本仍有一輛123型電車（クモハ 123-1）行駛于中央本线和篠之井線。 
JR西日本在宇部线、小野田線和山陽本線使用 5 辆 123型電車（クモハ 123-2 至 123-6）。 主要行駛於小野田線和宇部線的離峰時段，在尖峰時段可與105型電聯車併結運轉，行駛宇部線，以及宇部和下關之間的山陽本線直通列車。

## 子形式

#### クモハ （KuMoHa）123-1
於 1986 年 10 月在長野工廠由原行包電車 クモニ143-1 改造而來，于 1990 年 3 月再度改造為單人操作並重新涂装。

#### クモハ 123-2 至 123-4
這三輛車分別於 1987 年 2 月在廣島工廠，由原行包電車 クモニ 143-2、143-3 和 143-6 改装而成，最初用于可部線。 原裝的兩個集電弓改裝成1号端的一個PS16J菱形集電弓。 

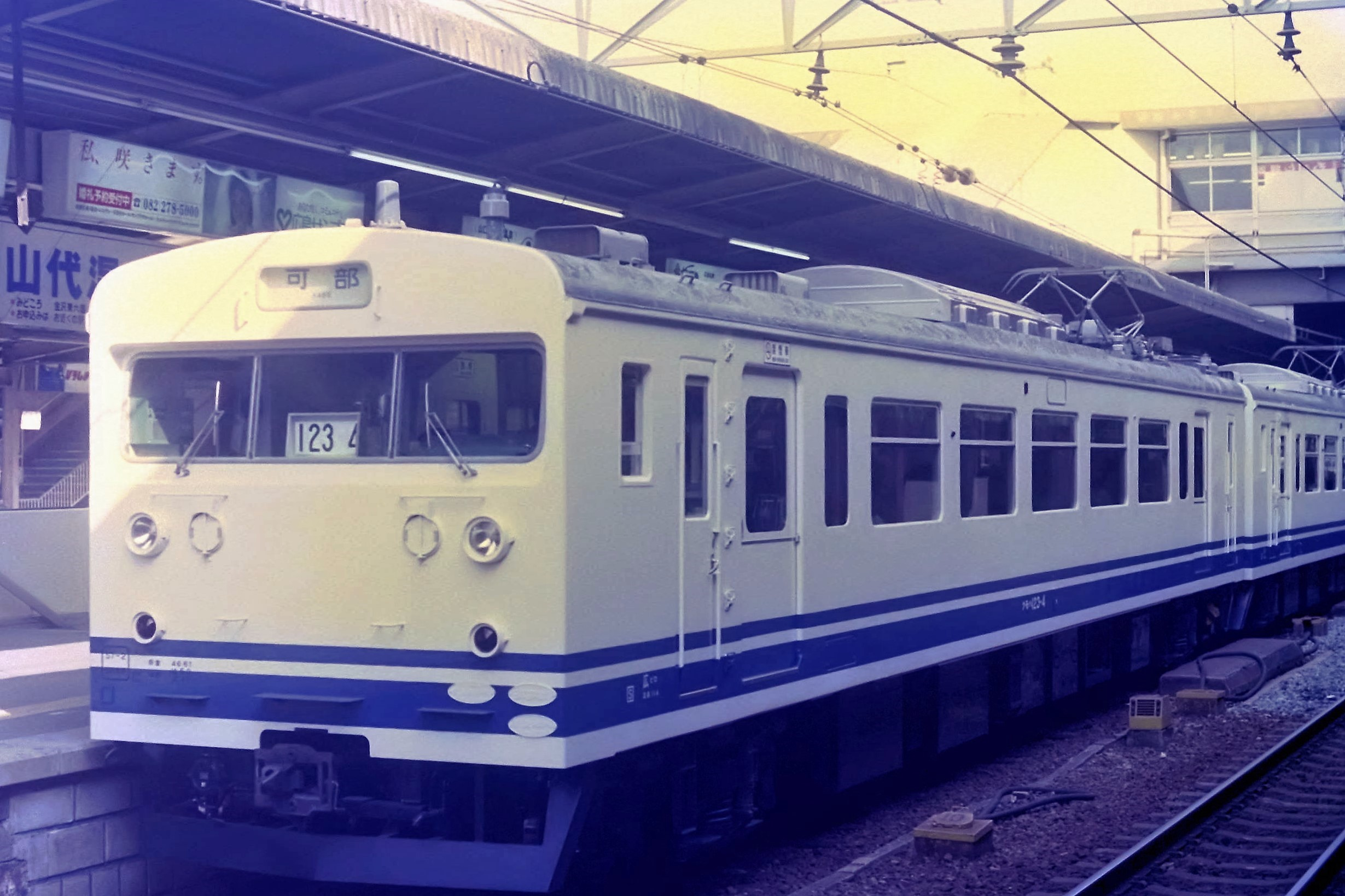
クモハ123-4，尚未改裝端面貫通門。 1987 年 3 月
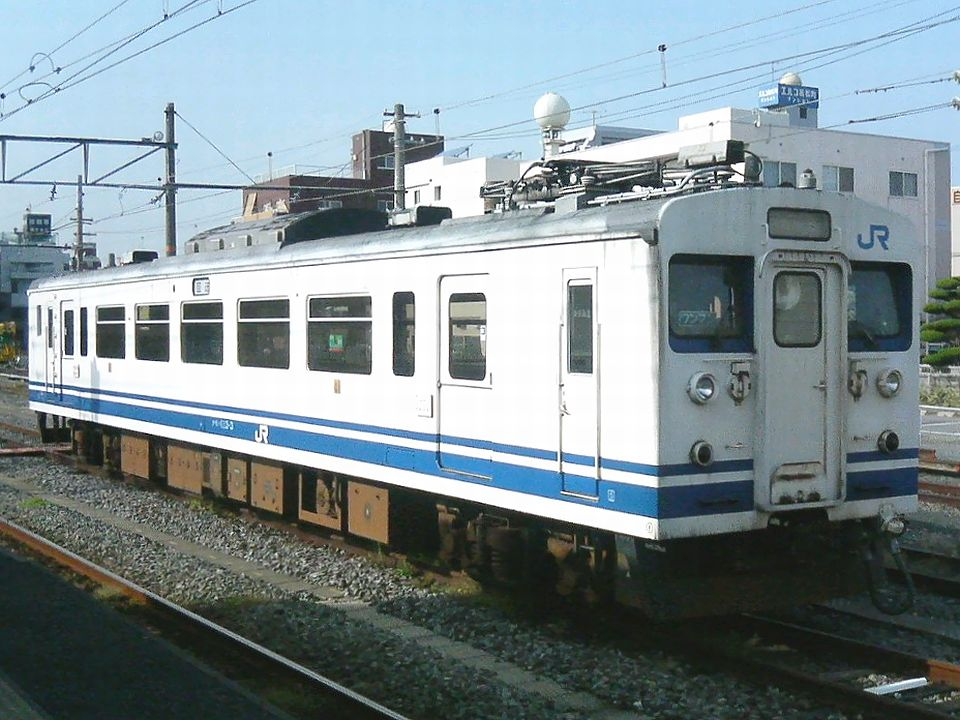
JR西日本クモハ123-3 2006 年 10 月
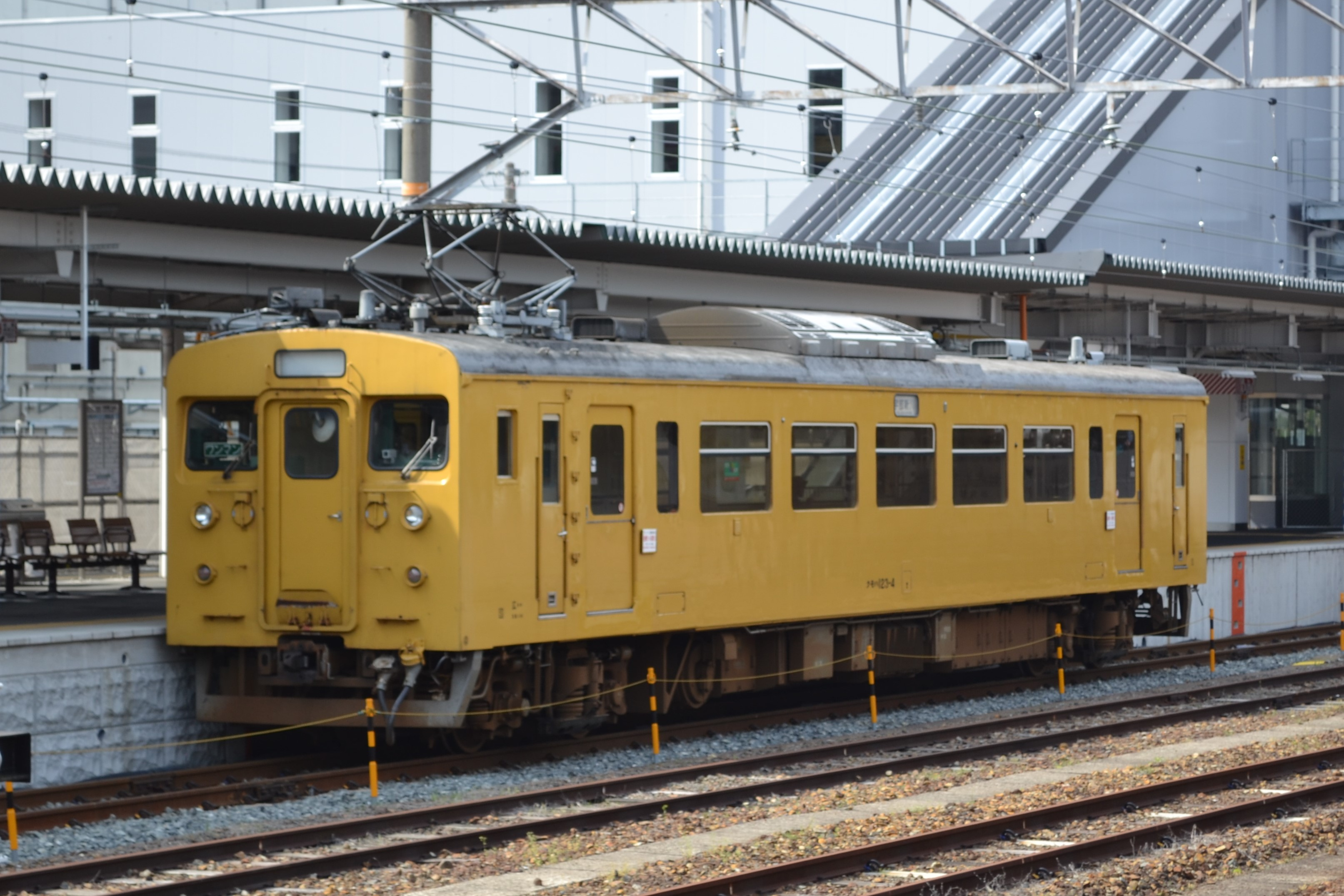
2014 年 3 月，採“濑户内”区域黄色塗裝的 JR西日本 クモハ 123-4

#### クモハ 123-5 和 123-6
這兩輛車分別於 1987 年 4 月在吹田工廠由原來的行李車 クモニ 143-7 和 143-8 改裝而成，最初用于阪和线支线服务。改造時移除了1 号端的集電弓。 

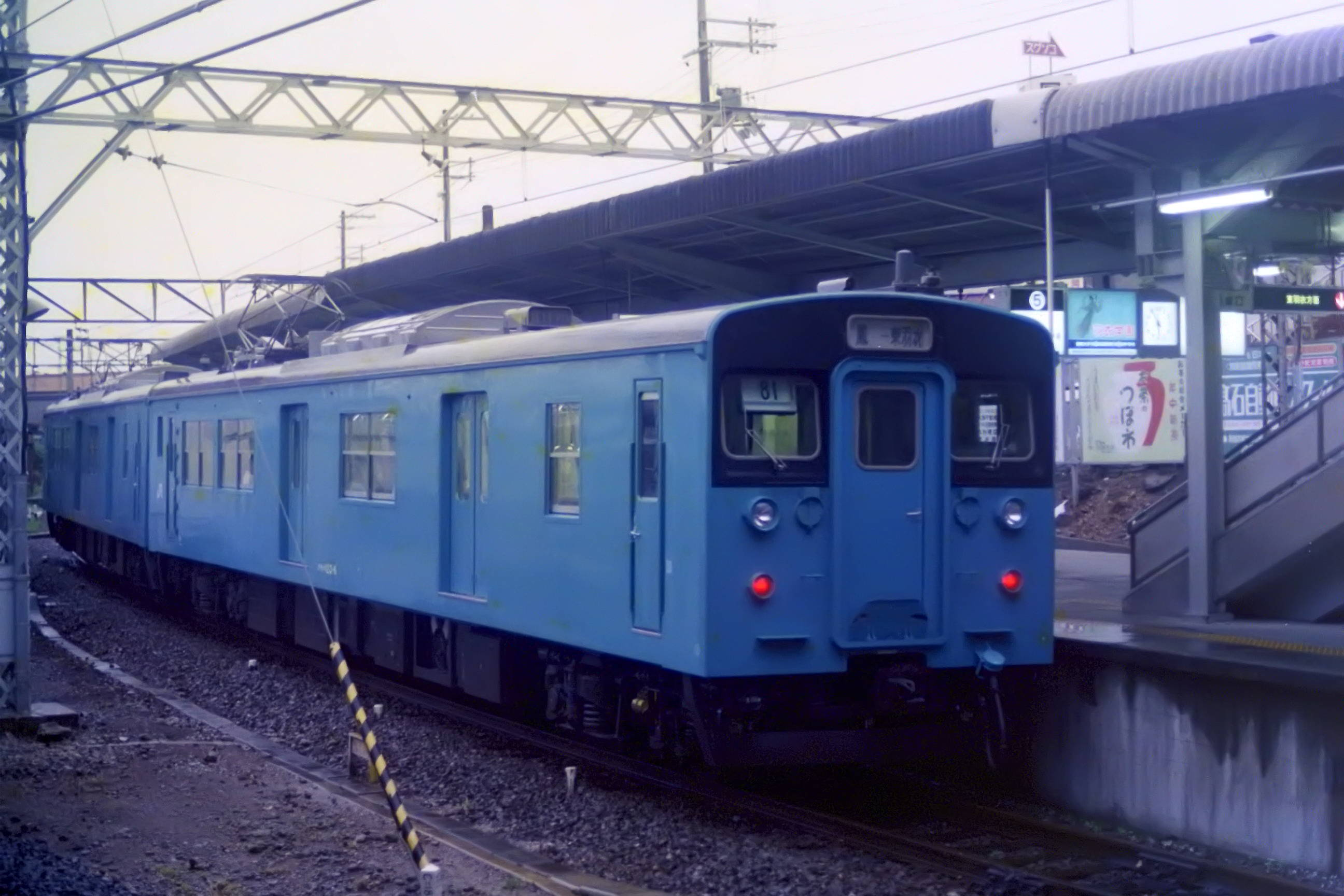
JR西日本クモハ 123-5， 1987 年 8 月阪和线支线涂装
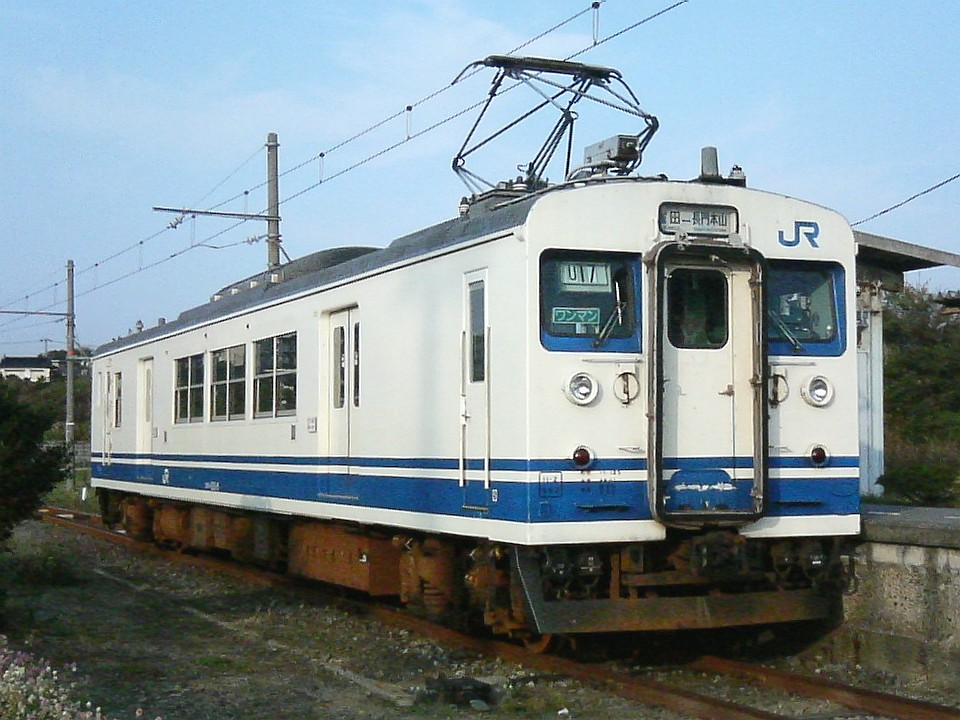
JR西日本クモハ 123-6， 2006 年 10 月
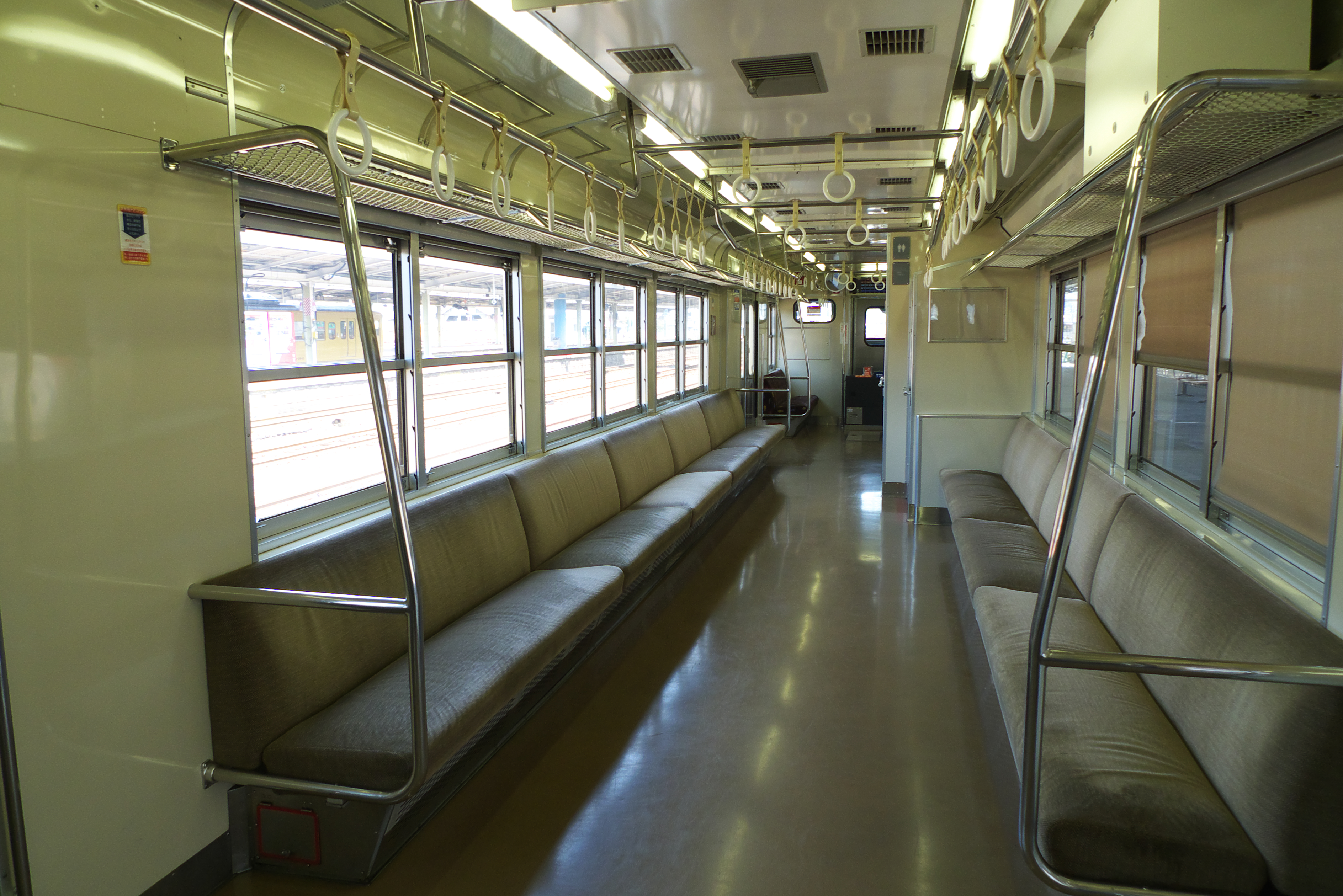
2014 年 4 月 JR西日本クモハ 123-6 的内部

#### クモハ 123-41 至 123-45
1987 年 1 月，從邮政行包電車 クモユニ 147-1 至 147-5號車改造而來。

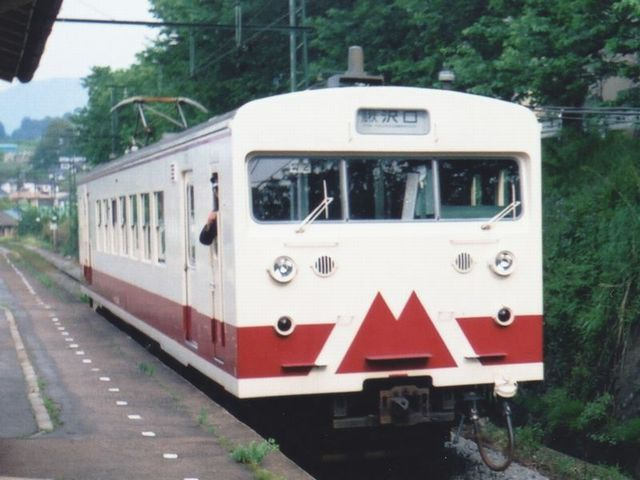
JR東海クモハ123-42 身延線的早期塗裝，1989 年 5 月

#### クモハ 123-601 和 123-602
這兩輛車是JR東海於 1988 年 3 月在濱松工廠，將原牽引車クモヤ 143-601 和 143-602 改造而成，用于身延线。这些車輛端面有貫通門，每侧有三个滑门，並有两个集電弓。  並在1988年12月加裝空调系統。 

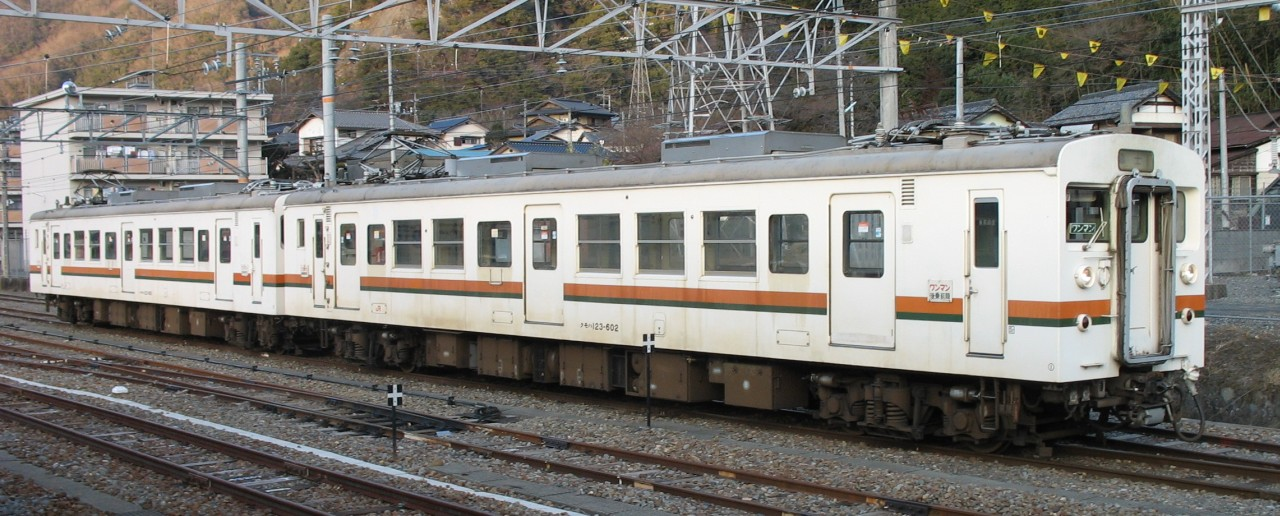
JR東海クモハ 123-601 和 602 ， 2006 年 2 月

#### クモハ 123-5041 至 123-5045
JR東海於 1989 年 6 月在濱松工廠將早期的 クモハ 123-40 改造，加裝空調系統。

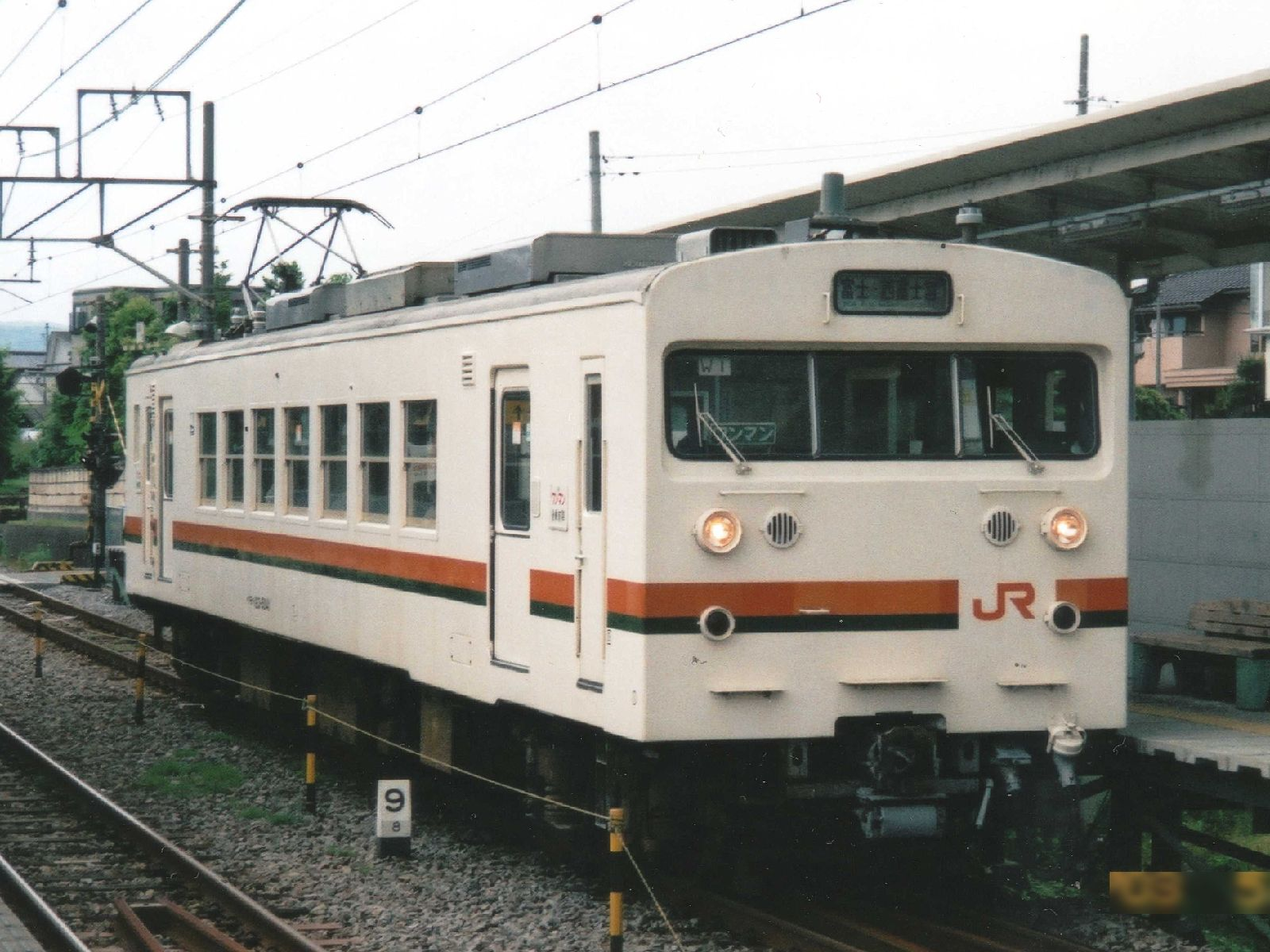
2003 年 5 月 JR Central KuMoHa 123-5041
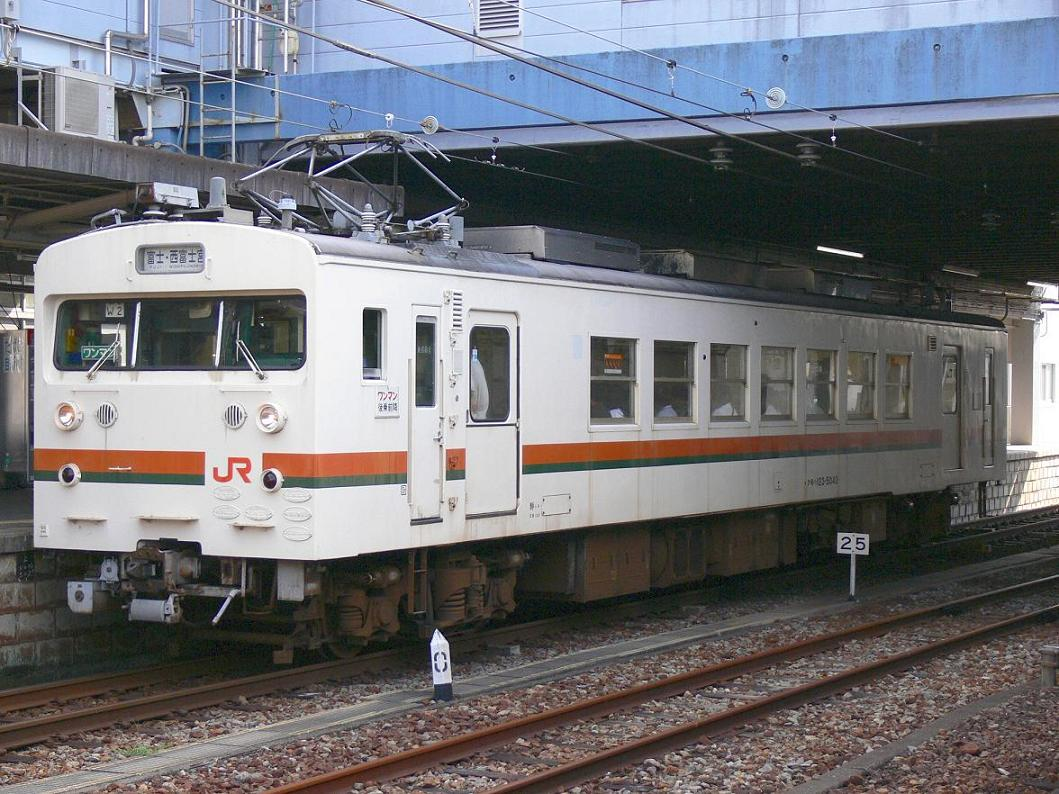
JRJR東海的クモハ 123-5042， 2006 年 9 月

#### クモハ 123-5145
JR東海將早期的 クモハ 123-5045 改装成單人服務、端面加設貫通門，用于身延線。 

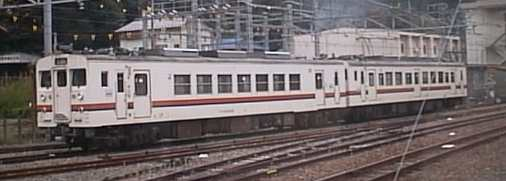
JR東海的クモハ 123-5145，2003 年 10 月

## 國鐵分割後
JR東海在2007年3月18日的改點，停用本型車，改用313型電聯車。
JR東日本在2013 年 3 月 15 日的改點停駛123型電聯車，改用雙車編組的E127型電聯車。 
JR西日本接收了クモハ 123-2至6號等五輛車。 1991年，可部線使用的2至4號車改用於宇部線和小野田線。阪和線羽衣支線所用的5、6號車於1995年改行駛宇野線，在2001年從宇野線改至福鹽線，2002年暫轉至宇部線、小野田線，2003年起用於行駛宇部線、小野田線。從2013年起加裝與KiHa 120型柴聯車差不多的廁所，工程於2014年完成，並從2010年5月17日起更改塗裝，2015年8月17日クモハ 123-6最後一輛完成。